# Polemon (serpiente)
Polemon es un género de serpientes venenosas de la familia Lamprophiidae. Sus especies se distribuyen por el África subsahariana.

## Especies
Se reconocen las 12 especies siguientes:
- Polemon acanthias (Reinhardt, 1860)
- Polemon barthii Jan, 1858
- Polemon bocourti Mocquard, 1897
- Polemon christyi (Boulenger, 1903)
- Polemon collaris (Peters, 1881)
- Polemon fulvicollis (Mocquard, 1887)
- Polemon gabonensis (Duméril, 1856)
- Polemon gracilis (Boulenger, 1911)
- Polemon griseiceps (Laurent, 1947)
- Polemon neuwiedi (Jan, 1858)
- Polemon notatus (Peters, 1882)
- Polemon robustus (de Witte & Laurent, 1947)